# Rowendy Sumter
Rowendy Sumter (Willemstad, 19 de março de 1988) é um futebolista profissional curaçauense que atua como goleiro.

## Carreira
Rowendy Sumter integrou a Seleção Curaçauense de Futebol na Copa Ouro da CONCACAF de 2017.